# Atkinsoniella malaisei
Atkinsoniella malaisei är en insektsart som beskrevs av Young 1986. Atkinsoniella malaisei ingår i släktet Atkinsoniella och familjen dvärgstritar.
Artens utbredningsområde är Myanmar. Inga underarter finns listade i Catalogue of Life.